# Грозненский нефтяной научно-исследовательский институт
Грозненский нефтяной научно-исследовательский институт (ГрозНИИ) — первое в СССР и одно из крупнейших в мире исследовательское учреждение в сфере нефтепереработки. В советское время ГрозНИИ занимался научно-исследовательскими работами в области геологии нефти, нефтеразведки, глубокого бурения, комплексным исследованием нефти и её переработки.

## История

### Становление
После национализации промышленности в 1920 году исследовательские работы в Грозном выполнялись разрозненными заводскими лабораториями. В конце 1920 года эти лаборатории были объединены в Центральную лабораторию «Грознефти», которую возглавил И. О. Лучинский. В 1927 году в 13 лабораториях организации работало 47 квалифицированных специалистов. 7 ноября 1928 года был официально открыт Грозненский нефтяной научно-исследовательский институт — первый такого рода в стране. Примерно тогда же было построено здание института.
Институтом было установлено, что большая часть добываемых в Чечне нефтей являются парафиновыми. На основании этого исследования было принято решение о строительстве Грозненского парафинового завода, который был пущен в эксплуатацию в 1928 году.
В институте были разработаны научные основы термического крекинга. Это позволило ввести в эксплуатацию большое число установок промышленного крекинга, что сделало Грозный одним из крупнейших в стране производителей автомобильного бензина.
В 1930-х годах институт начал исследования в сфере производства высокооктановых авиационных бензинов и остаточных масел. В 1938 году в Грозном был построен завод по производству остаточных масел избирательными растворителями.

### Великая Отечественная война
Грозный занял второе место в стране по нефтедобыче после Баку, практически равное по нефтепереработке и первое по производству авиационного бензина. В 1941 году в СССР было добыто 31 млн тонн нефти, из них 23 — в Азербайджане, 4 млн тонн — в Чечено-Ингушетии, а остальное — на мелких месторождениях СССР. В Грозном перерабатывалась не только нефть, добытая в республике, но и поставляемая из других регионов, в том числе и Баку. При этом привозная нефть перерабатывалась в бензин А-76 для автотранспорта, а для выработки авиабензина использовалась исключительно нефть добытая в республике. Практически вся истребительная авиация СССР использовала грозненский авиабензин.
Реакция алкилирования изопарафинов олефинами была открыта в Ленинградском государственном институте высоких давлений в 1935 году. В 1941 году грозненцы первыми в СССР разработали промышленную технологию этого процесса. В 1941 году была введена в эксплуатацию установка для фосфорно-кислотной полимеризации олефинов, а через год — установка сернокислотного алкилирования и каталитической очистки нефтяных дистиллятов.
Работники ГрозНИИ наладили производство горючей смеси для борьбы с танками. Грозненский нефтеперерабатывающий завод № 2, благодаря разработкам ГрозНИИ, смог наладить выпуск лучших марок авиабензина, выполнить годовой план на 1,5 месяца раньше срока и увеличить выпуск продукции на 25 %.
На основе данных ГрозНИИ «Грозгипронефтехим» спроектировал первую в стране промышленную установку сернокислотного алкилирования, построенную в Грозном в 1942 году.

### Послевоенный период
После окончания войны в институте принялись строить экспериментальные установки для изучения конструктивных, химических и технологических аспектов исследуемых в институте процессов.
В 1946 году совместными усилиями ГрозНИИ и «Гипрогрознефти» на Грозненском крекинг-заводе была введена в эксплуатацию первая в СССР опытно-промышленная установка каталитического крекинга с подвижным шариковым катализатором. В 1950 году была введена в строй первая в стране промышленная установка каталитического крекинга. Институтом в сотрудничестве с Всесоюзным научно-исследовательским институтом нефтеперерабатывающей промышленности была разработана технология приготовления алюмосиликатных катализаторов.
В начале 1950-х годов институт разработал технологию получения парафина непрерывным методом с применением избирательных растворителей.
В 1958 году институт разработал технологию получения эффективных адсорбентов-цеолитов (молекулярных сит), а в 1960 году Грозненский крекинг-завод начал их промышленное производство.
В 1965 году институт был разделён на Грозненский нефтяной научно-исследовательский институт по переработке нефти и Северо-Кавказский нефтяной научно-исследовательский институт по добыче нефти (СевкавНИПИНефть).
В 1960-х годах совместными усилиями ГрозНИИ и «Грознефтехима» была создана установка ГК, которая включала каталитический крекинг, атмосферную и вакуумную перегонку сырья, газофракционирование и висбрекинг.
В 1970 году институт стал головным научным учреждением страны в области совершенствования процесса сернокислотного алкилирования изобутана олефинами.
Указом Президиума Верховного Совета СССР от 21 сентября 1978 года за успехи в работе и по случаю полувекового юбилея со дня основания институт был награждён орденом Трудового Красного Знамени.

### Современное состояние
На основе данных института были построены нефтеперерабатывающие заводы в СССР и за рубежом. Разработки института были внедрены в производство на десятках отечественных и зарубежных предприятий. В институте разработана не имеющая мировых аналогов технология гидрогенизационной переработки нефти при низком давлении. В 2004 году институтом была разработана «Комплексная программа восстановления нефтеперерабатывающей промышленности, переработки сырья техногенного происхождения, попутного нефтяного газа в Чеченской республике». Дальнейшее развитие института сдерживается разрушенной в ходе боевых действий опытно-экспериментальной базой.
В июне 2023 года появилась информация о планах реставрации здания.

## Основные направления деятельности
- Разработка и исследование нефтяных месторождений
- Исследование подземной гидравлики
- Изоляция водоносных горизонтов
- Разработка режимов бурения вертикальных скважин
- Усовершенствование техники направленного бурения
- Разработка режима бурения турбинным способом
- Разработка цемента на шлаковой основе для цементирования колонн в широком диапазоне температур.
- Разработка и совершенствование процессов каталитического крекинга нефтяного сырья
- Разработка процесса электроочистки нефтепродуктов
- Изыскание методов загущения нефтепродуктов и сжиженных газов
- Получение и применение синтетических цеолитов
- Получение и испытание топлив для двигателей
- Создание и реконструкция нефтеперерабатывающих заводов[7].

## Филиалы
- Институт имел Нижне-Волжский филиал[8].
- Ставропольский филиал Грозненского нефтяного научно-исследовательского института в Пятигорске[9].